# Millesimo (Italia)
Millesimo ( Mrexo [ˈmɹeʒʊ] in dialetto valbormidese, Mleso in piemontese, Millëximo in ligure) è un comune italiano di 3 376 abitanti della provincia di Savona in Liguria.

## Geografia fisica
Il comune è situato nell'alta val Bormida, con l'insediamento urbano principale ubicato lungo la sponda destra del fiume Bormida che proprio in questo tratto assume la denominazione di Bormida di Millesimo. Parte del territorio comunale fa parte del Parco naturale regionale di Bric Tana.

## Storia

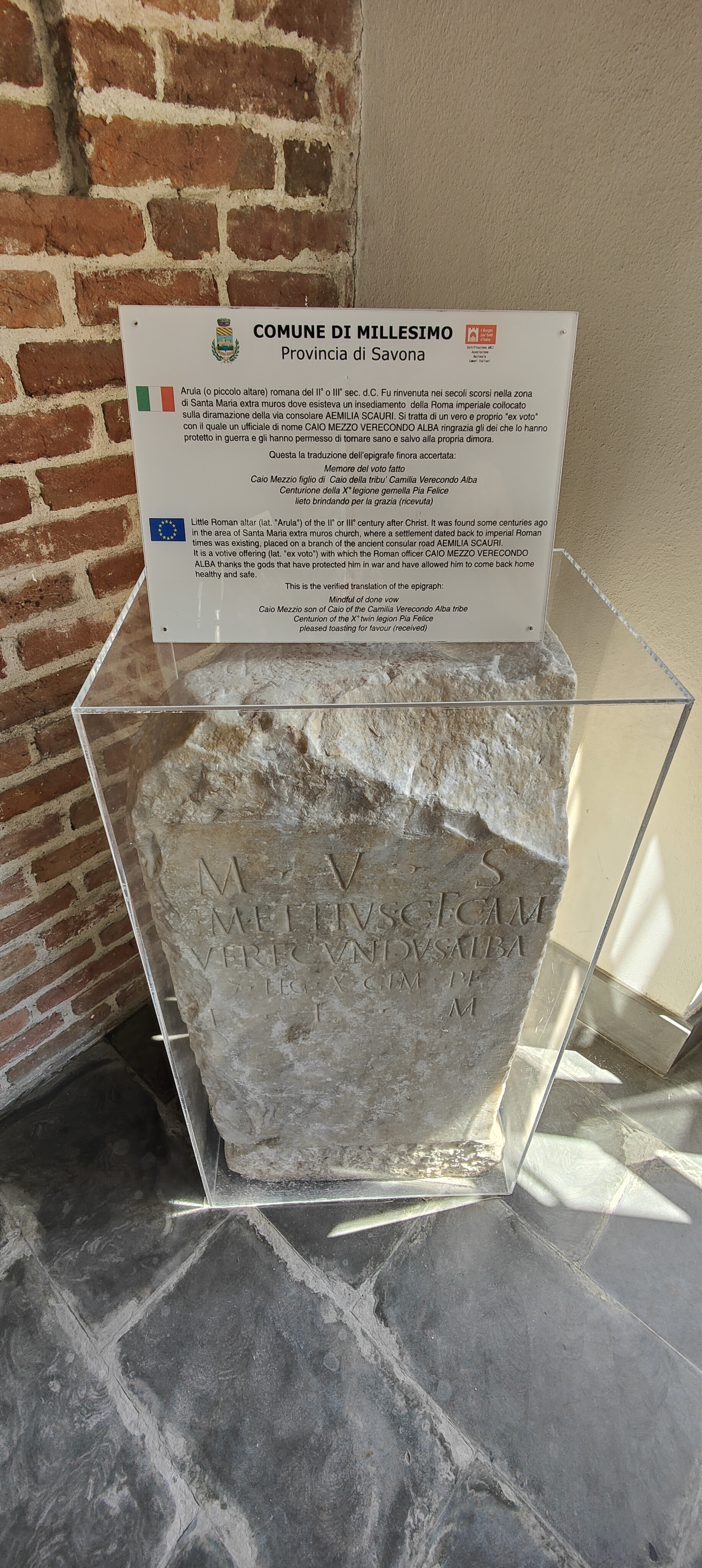
Arula romana II o III sec. d. C. conservata nell'atrio del Comune: l'ufficiale romano Caio Mezzo ringrazia gli dei.

Da alcuni studi effettuati sul territorio e per la sua posizione geografica, in un incrocio viario lungo l'antica strada che dal Colle di Cadibona conduce a Ceva nel cuneese e tra il tracciato stradale tra Cengio, Osiglia e il Colle del Melogno, il primitivo borgo di Millesimo fu un probabile avamposto dell'Impero romano. 
A tale periodo storico risalirebbe l'arula votiva, datata tra il I e II secolo, ritrovata presso la chiesa di Santa Maria fuori le mura dove esisteva prima un insediamento romano posto sulla via consolare Æmilia Scauri. Nella stele è inciso il ringraziamento verso gli dei da parte dell'ufficiale romano Caio Mezzo che lo hanno protetto dalla guerra tornando sano e salvo alla propria dimora. 
Nel corso del X secolo fu teatro di numerose scorribande da parte dei saraceni, insediati anche nel territorio di Cosseria e Bagnasco, e a tale periodo storico risalirebbero i due toponimi di Melesino e Plebem Melosine, quest'ultimo è citato in un diploma imperiale del 917. Nel 967 fu compreso nella marca Aleramica.
Nel XII secolo divenne parte della Marca di Savona, di cui nel 1162 fu infeudato Enrico del Vasto, il capostipite della famiglia Del Carretto. Suo figlio Enrico II Del Carretto, marchese di Finale, cinse di mura il nuovo borgo e il locale castello, edificati in corrispondenza all'attraversamento della Bormida di Millesimo con il ponte della Gaietta, posizione strategica e importante fonte di riscossione di pedaggi. Al di là del ponte, infatti la strada magistra langarum conduceva fino a Cortemilia, mentre di qua si poteva raggiungere lo scalo di Finale evitando le gabelle genovesi.
La data di costruzione delle mura, 9 novembre 1206, è convenzionalmente la data di fondazione di Millesimo, perché questa iniziativa carrettesca diede l'avvio allo sviluppo economico e sociale del paese, al quale i marchesi concessero statuti e privilegi dal 1240, i più antichi della val Bormida.
Nel 1268 i tre nipoti di Enrico II divisero il Marchesato di Finale in terzieri. Il terziere di Millesimo divenne feudo del marchese Corrado I e comprendeva anche Saliceto, Cengio, Rocchetta, Roccavignale, Mallare, Altare, Osiglia e Gottasecca. Corrado era anche signore pro-quota di Cosseria, Cairo, Bagnasco, Ferrania, Fornelli e Carcare.
I domini di Corrado, però, furono divisi nel 1345 fra i suoi nipoti: Bonifacio I ebbe Millesimo, Mallare, Altare, Roccavignale e una parte di Cosseria; Corrado divenne marchese di Saliceto, Camerana, Gottasecca, Paroldo e Cengio. Bonifacio ottenne il 27 dicembre 1358 dall'imperatore Carlo IV di Lussemburgo l'investitura ufficiale per i castelli e paesi di Osiglia, Mallare, Roccavignale e Altare nonché delle parti di sua spettanza di Cosseria e Millesimo.
Nel 1447 i Del Carretto della val Bormida furono coinvolti nella guerra che Genova mosse ai signori di Finale. Mentre Millesimo, Mallare, Murialdo e Cengio restarono risolutamente a fianco dei Finalesi, Marco Del Carretto, signore di Calizzano e Osiglia, e Giorgino di Saliceto appoggiarono i Genovesi.

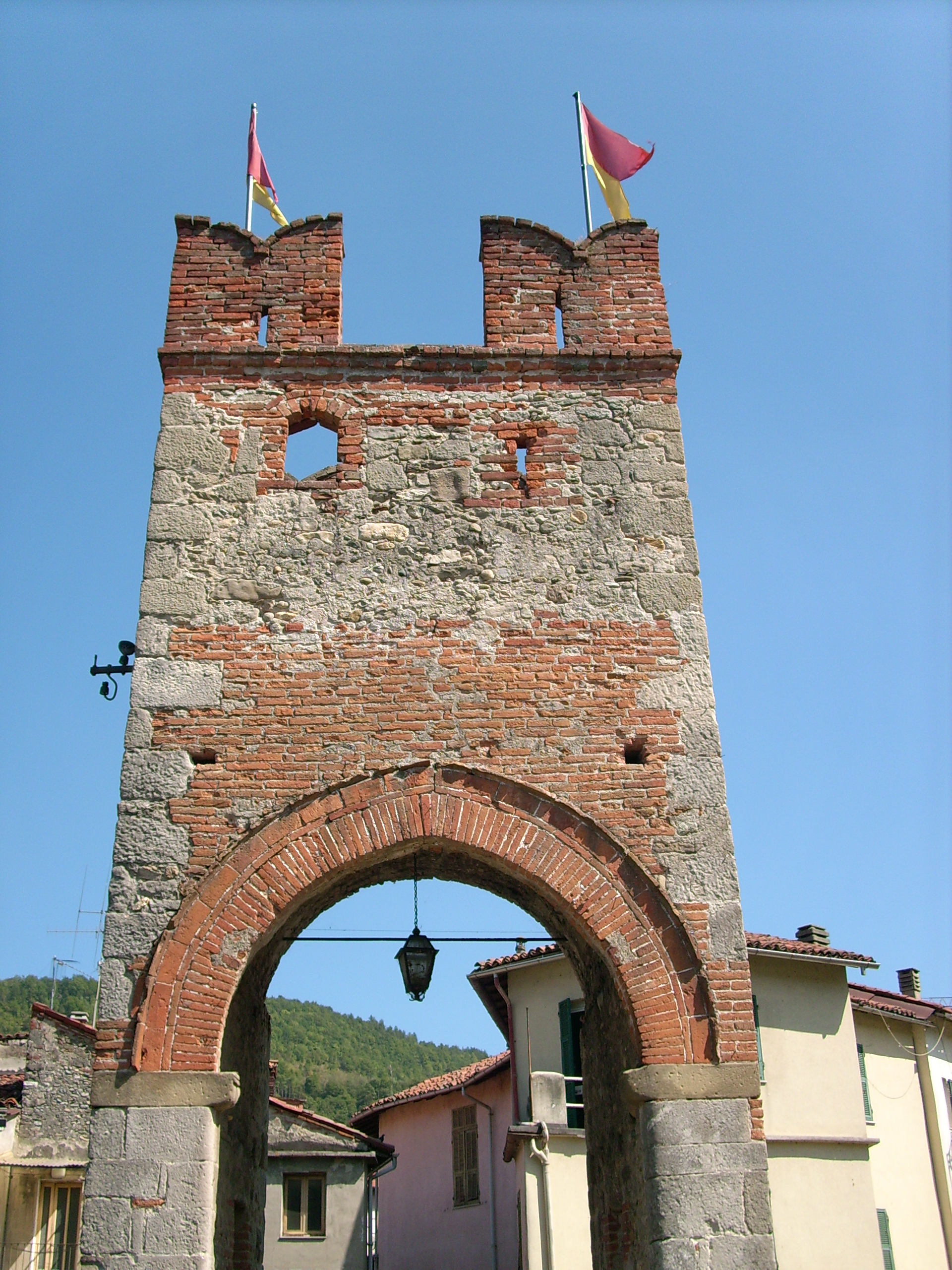
La porta del ponte della Gaietta, simbolo di Millesimo.

I signori di Millesimo erano troppo deboli per resistere a vicini potenti. Dovettero, quindi, riconoscere di volta in volta la superiorità di Asti (nel 1263), dei marchesi di Monferrato (con l'investitura del feudo a Giorgio Del Carretto nel 1393), degli Sforza, duchi di Milano (1470-1499), o direttamente dell'Impero (nel 1434). La presenza angioina nel Marchesato di Ceva e nell'Astigiano dopo il 1387 spinse i signori di Millesimo a riconoscersi vassalli dei marchesi di Monferrato per la maggior parte delle terre in loro possesso. Così il 3 giugno 1390 Bonifacio e i suoi quattro figli cedettero le parti di loro spettanza di Millesimo e Cosseria, nonché i luoghi di Mallare, Altare e Roccavignale a Guglielmo, fratello del marchese Teodoro II del Monferrato.
Con l'investitura del 1536 data da Carlo V a Ottaviano II Del Carretto, Millesimo tornò ad essere un feudo imperiale diretto, anche se dal 1577 fu sottoposto anche alla dominazione spagnola e se dal 1517 Altare, Roccavignale e Carcare erano stati staccati da Millesimo ed infeudati al poeta e storico Galeotto del Carretto e ai suoi eredi (nel 1536 però Carcare fu trasmessa ai Del Carretto di Finale insieme a Pallare, Osiglia, Calizzano e Massimino). Il feudo viene spesso indicato negli atlanti sei-settecenteschi col nome di "marchesato del Carretto", dal nome della dinastia che lo reggeva. Il feudo comprendeva allora Lodisio, Scaletta Uzzone, Brovida, Carretto, Rocchetta Cengio, Roccavignale, Cosseria, Casanova, Biestro e altri borghi.
Seguì quindi la dominazione degli Austriaci fino alla cessione da parte di questi ultimi al Regno di Sardegna, avvenuta nel 1713 per la parte sottoposta al marchese di Monferrato e nel 1735, con la Pace di Vienna, per la parte direttamente dipendente dall'Impero.

Il 13 aprile 1796, dopo una sanguinosa battaglia, Napoleone Bonaparte sconfisse nella celebre battaglia di Cosseria (nella quale eroicamente cadde, difendendo il castello al comando dei suoi granatieri piemontesi, il colonnello Filippo del Carretto) le truppe dell'esercito austro-sardo, aprendosi con la vittoria una breccia nelle terre tra Liguria e Basso Piemonte; nello scontro armato perirono più di tremila soldati e altrettanti furono i feriti.

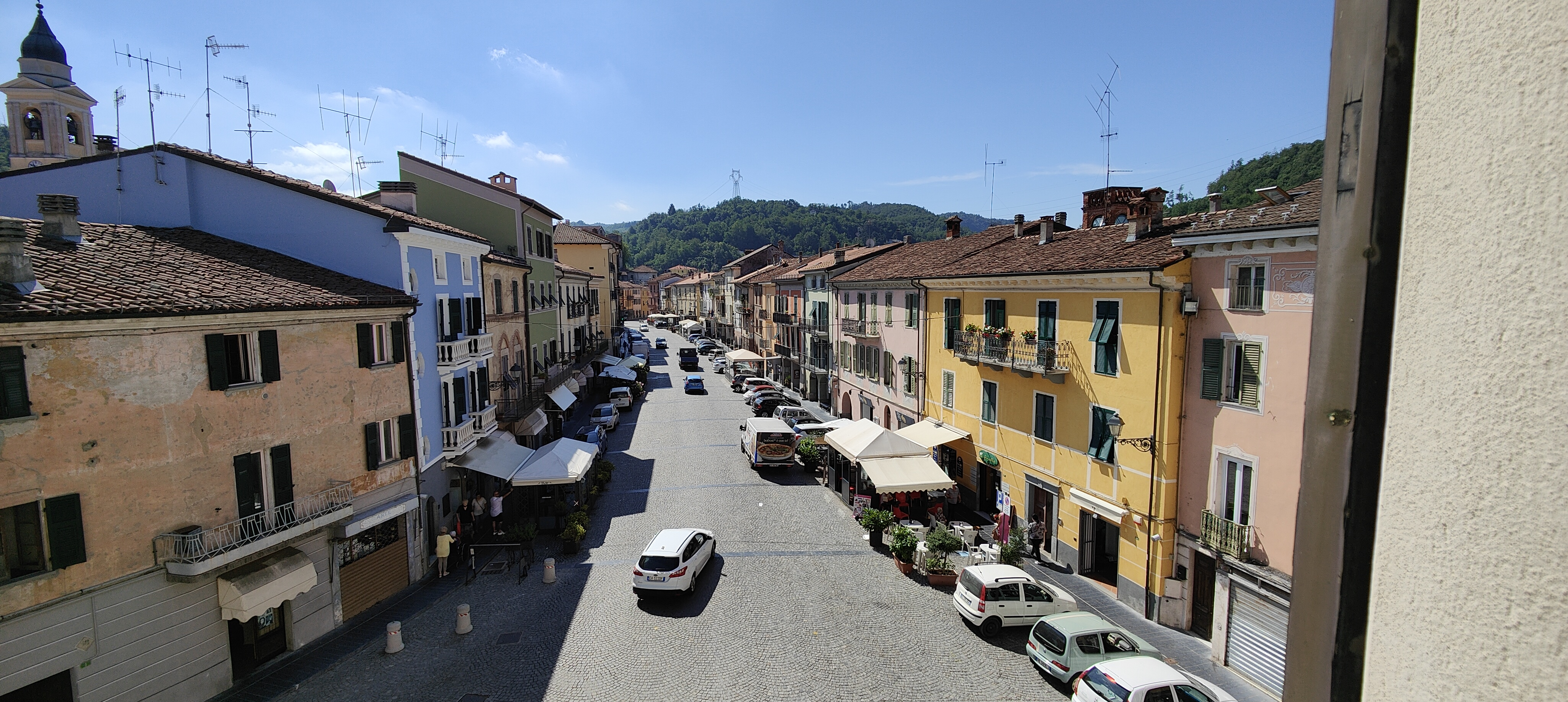
Piazza Italia (sede del mercato locale al sabato) qui vista dall'ufficio del sindaco.

Con la dominazione francese il territorio di Millesimo rientrò dal 2 dicembre 1797 nel Dipartimento del Letimbro, con capoluogo Savona, all'interno della Repubblica Ligure. Dal 28 aprile del 1798 con i nuovi ordinamenti francesi, rientrò nel IX Cantone, capoluogo Bormida, della Giurisdizione delle Arene Candide e dal 1803 centro principale del VIII Cantone della Bormida Occidentale nella Giurisdizione di Colombo. Annesso al Primo Impero francese dal 13 giugno 1805 al 1814 venne inserito nel Dipartimento di Montenotte.
Nella notte tra il 16 e 17 agosto del 1809 ospitò presso il palazzo comunale il pontefice Pio VII, prigioniero del Bonaparte.
Nel 1815 fu inglobato nel Regno di Sardegna, così come stabilì il Congresso di Vienna del 1814, e successivamente nel Regno d'Italia dal 1861. Dal 1859 al 1927 il territorio fu compreso nel II mandamento di Millesimo del circondario di Savona facente parte della provincia di Genova; nel 1927 anche il territorio comunale millesimese passò sotto la neo costituita provincia di Savona.
Subì gli ultimi aggiustamenti al territorio comunale nel 1903 quando alcune zone di territorio furono cedute al comune di Cosseria e ancora nel 1928 quando porzioni di territori da Cengio, Cosseria e Roccavignale furono aggregati al comune di Millesimo.
Dal 1973 al 30 aprile 2011 è stata la sede amministrativa della Comunità montana Alta Val Bormida.

### Simboli
Stemma
Gonfalone
Lo stemma e il gonfalone sono stati concessi con decreto del presidente della Repubblica del 22 settembre 1992. Nel capo è ripreso il blasone dei marchesi Del Carretto (cinque bande rosse in campo dorato) che fondarono il comune nel 1206, per volontà di Enrico II Del Carretto, che firmò solennemente l'atto apud pontem Millesimi, lo stesso ponte rappresentato nello scudo. Sotto di esso il motto latino: Miles esto.

## Monumenti e luoghi d'interesse

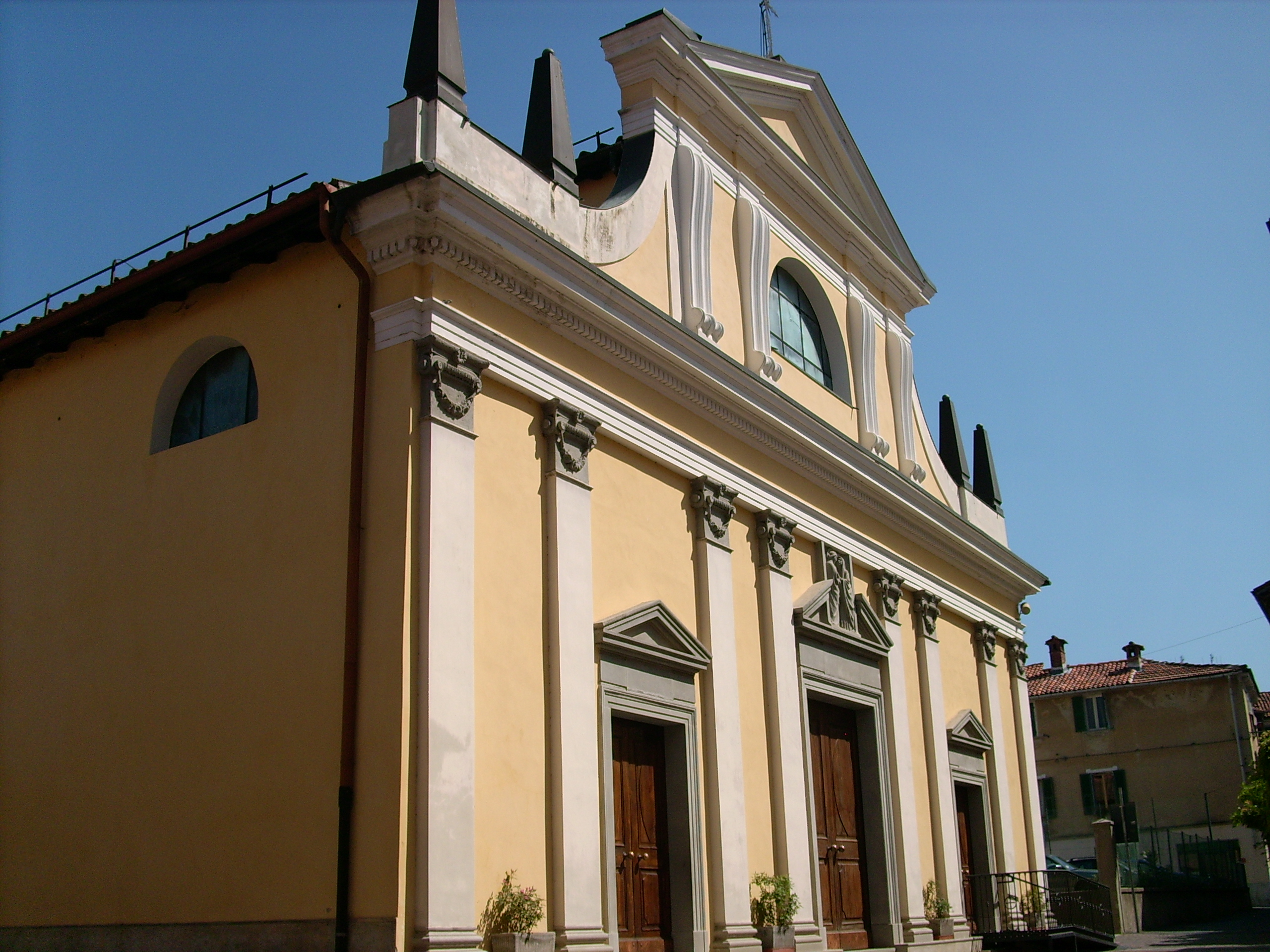
La chiesa parrocchiale della Visitazione di Maria e Sant'Antonio Abate di Millesimo

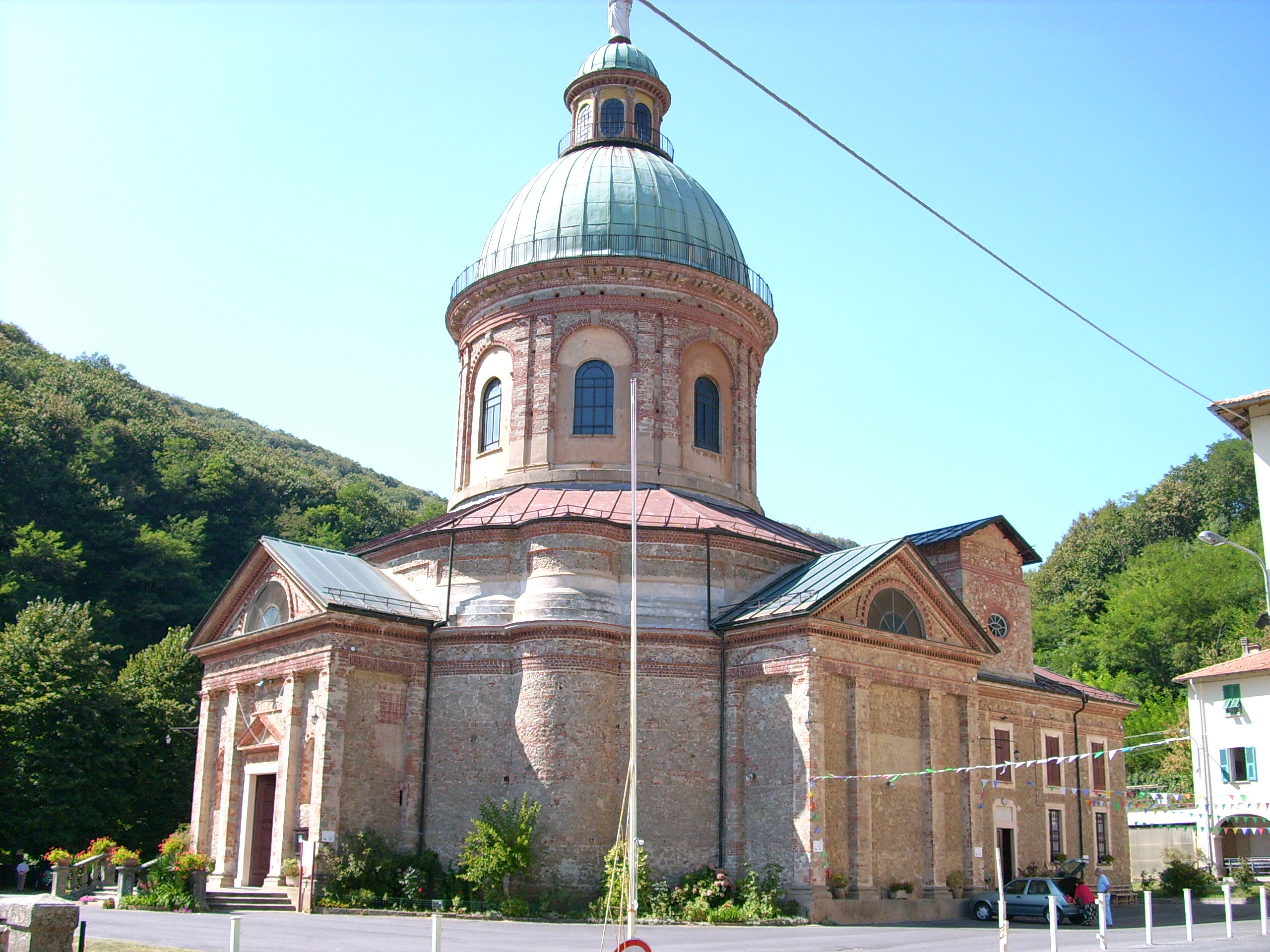
Il santuario di Nostra Signora del Deserto nell'omonima frazione

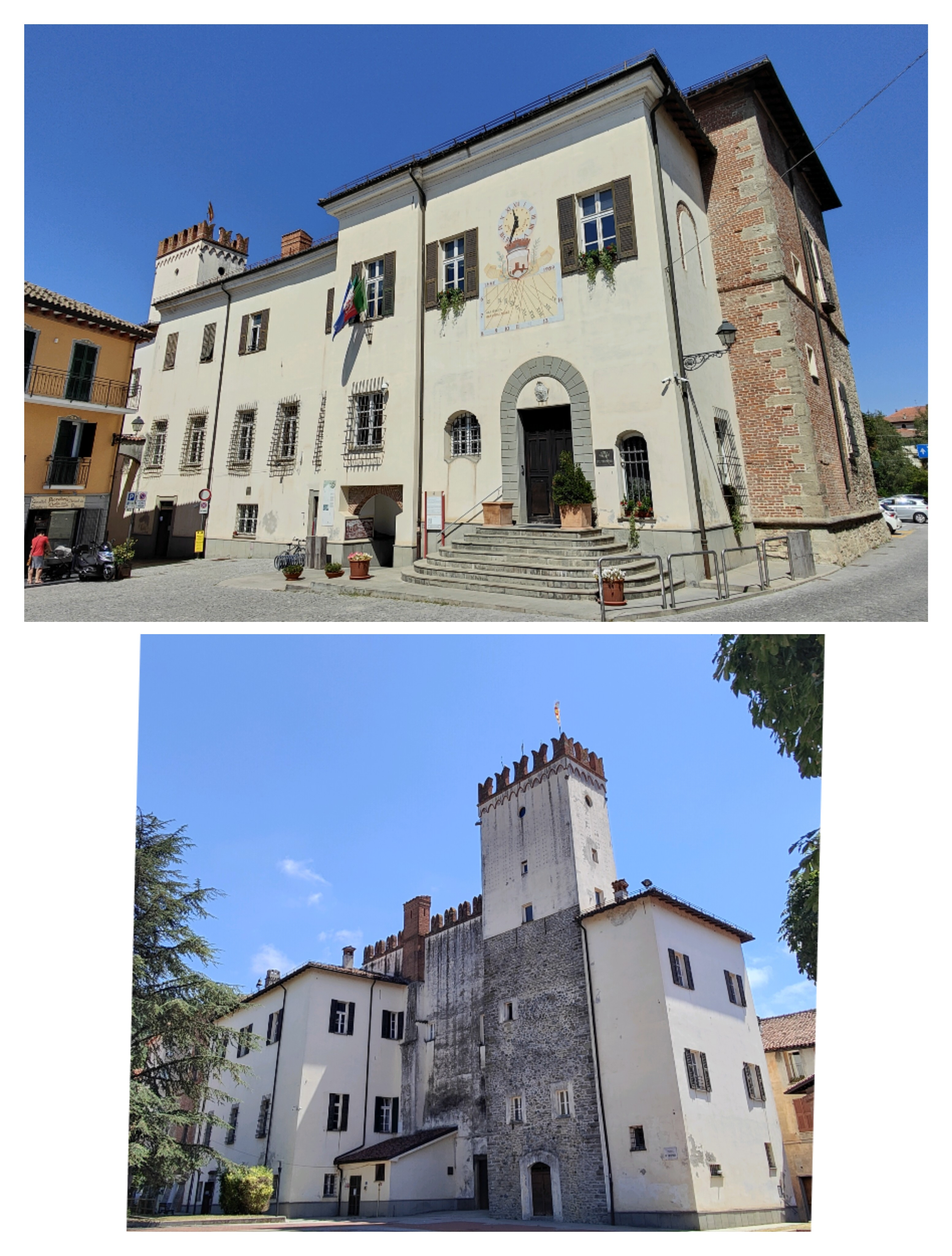
Palazzo del Comune

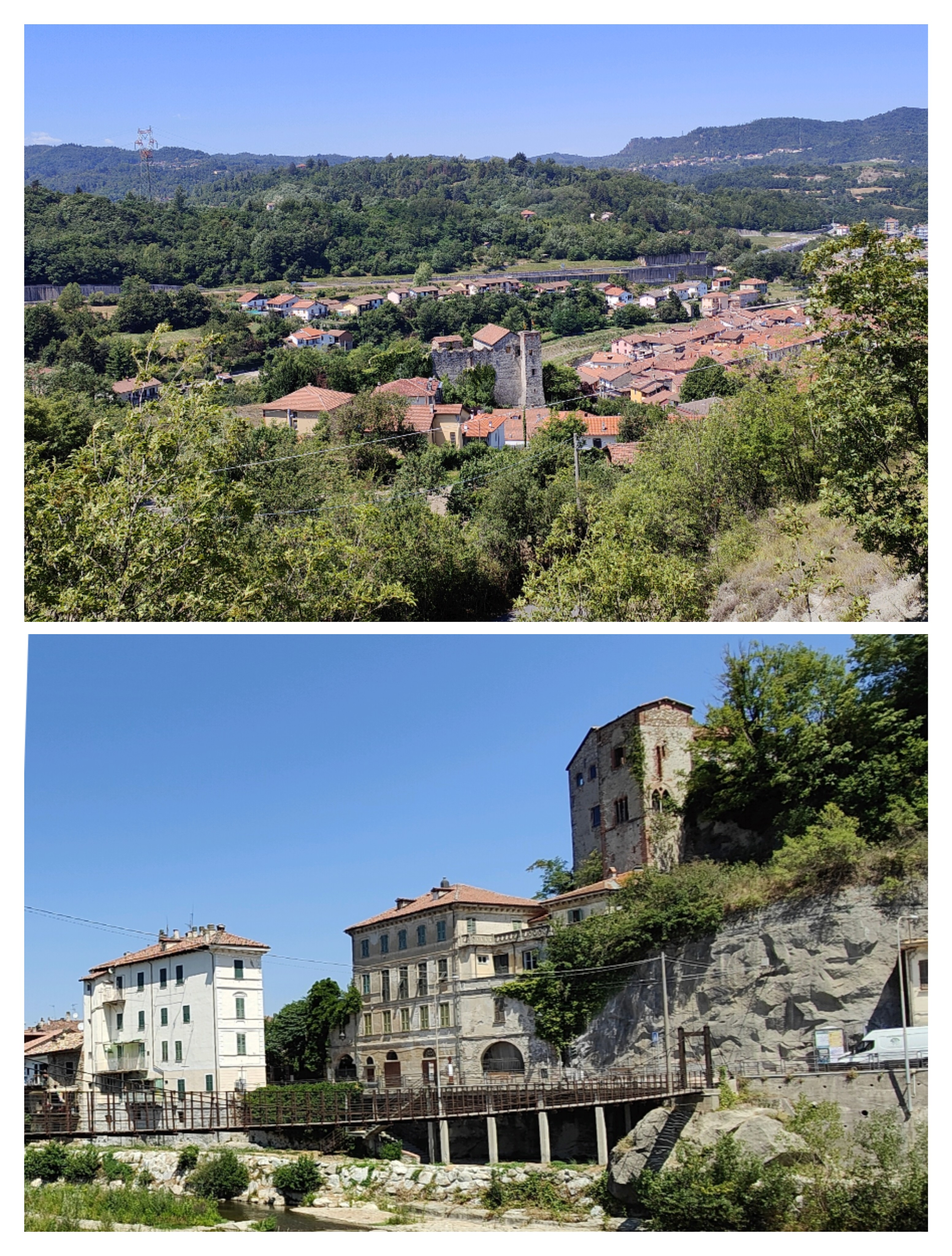
Panoramica con il castello appartenuto ai marchesi Del Carretto e, a destra, villa Scarsella che dal 1989 è adibito a museo Napoleonico.

### Architetture religiose
- Chiesa parrocchiale della Visitazione di Maria e Sant'Antonio Abate nel capoluogo, parzialmente ricostruita nel 1467[10] su un edificio preesistente.
- Chiesa di Santa Maria extra muros, eretta nel corso del XII secolo[10] fuori le mura del centro storico di Millesimo; fu costruita in stile romanico a tre navate. L'edificio è citato in un documento del 998[10] con l'appellativo di San Petri da Millesimo[10].
- Chiesa di San Rocco nel capoluogo. Edificata per voto della popolazione nel 1858[10], per la liberazione del colera, sostituì una preesistente cappella sull'altra sponda della Bormida di Millesimo. Di forma ottagonale con copertura in tetto, restaurato nel 1977[10], conserva una statua del santo titolare della chiesa.
- Chiesa parrocchiale di San Michele Arcangelo nella frazione di Acquafredda. La chiesa fu costruita nel 1847[11] per volere di monsignor Giovanni Tommaso Ghilardi, vescovo della diocesi di Mondovì; ingrandita nel 1889[11] e decorata nel 1905[11] presenta una cappella interna intitolata a san Rocco[11].
- Santuario di Nostra Signora del Deserto nell'omonima località. Nel 1726 sul luogo detto del Garbazzo o retano delle tre fonti, a seguito di miracolosa guarigione, ufficialmente riconosciuta dalla chiesa, fu eretta la prima cappella attorno al muro della casa di campagna sul quale nel 1618 il canonico Pietro Paolo David aveva fatto dipingere una raffigurazione della Vergine divenuta oggetto di culto mariano. La costruzione fu ampliata già a partire dal primi anni dell'800, ma fu con i lavori eseguiti dal 1867 al 1923 che assunse la forma attuale con la cupola, la statua della vergine e la caratteristica muratura con mattoni rossi a vista. All'interno è conservato il seicentesco affresco originario, il prezioso organo di Agati acquistato nel 1927 e nella sala museo dei ricordi sono visibili anche parte degli artistici ex voto che raccontano la storia delle grazie ricevute dalla Vergine Maria.
- Monastero di Santo Stefano nella località di Monastero. Originariamente di proprietà del monastero di San Pietro di Savigliano, fu donato nel 1216 alle monache cistercense di Santa Maria de Betton dopo l'acquisto da parte di Enrico II Del Carretto, marchese di Millesimo.

### Architetture civili
- Palazzo comunale nel centro storico di Millesimo. Già palazzo signorile della famiglia Del Carretto fu costruito intorno al XII secolo[10] e ancora nel 1580[10]. Di pregio le sale dell'edificio abbellite con numerose armature, scudi e alabarde[10]. Qui nel 1796 Napoleone Bonaparte ricevette le bandiere dei borghi della val Bormida[10] conquistate all'esercito piemontese dopo la presa del castello di Cosseria nell'omonima battaglia[10]. All'interno della sala consigliare è conservato l'altare dove il 17 agosto del 1809 il pontefice Pio VII, prigioniero del Bonaparte, ufficiò la Santa Messa[10]. L'attigua torre merlata fu rialzata nel corso del XIX secolo[10]. Il palazzo è proprietà del comune di Millesimo dopo la cessione dell'edificio nel 1882 dagli stessi Del Carretto[10].
- Villa Scarzella, nel centro storico, ai piedi del locale castello dei Del Carretto. Edificata nel 1855[10] da Giuseppe Scarzella, fu ampliata dal figlio Alberto Scarzella[10], ingegnere e sindaco di Millesimo dal 1888 al 1913[10]. Dal 1989, anno dell'acquisto da parte dell'ente municipale[10], la villa è sede del museo napoleonico[10] e del centro visitatori del parco naturale regionale di Bric Tana e della Valle dei Tre Re[10].

- Casa "della Fondazione", nel centro storico millesimese, nei pressi della porta della Gaietta. Allora proprietà del notaio locale Giacomo Pistone[6], nel sottostante portico veniva firmato l'atto di fondazione del nuovo borgo di Millesimo[6]. Il documento, datato al 9 novembre 1206[6], fu firmato dal nuovo marchese e signore del feudo di Millesimo Enrico II Del Carretto[6], proprietà ereditata dal padre Enrico I Del Carretto "il Guercio"[6].
- Porta e ponte della Gaietta nel centro storico di Millesimo. Denominato anche ponte vecchio[10] e simbolo di Millesimo[10], raffigurato anche nello stemma comunale, è citato nel documento di fondazione del borgo datato al 9 novembre 1206[10] anche se il corpo originario potrebbe essere risalente al XII secolo[10]. La torretta di guardia con merlature ghibelline, voluta dal cardinale Carlo Domenico Del Carretto verso la fine del XV secolo[6], fu, ed è ancora, la porta d'accesso al borgo dal lato occidentale. Una delle due arcate dell'antico ponte crollò nel 1744[6], assieme ad una torretta, in seguito ad un'alluvione della Bormida di Millesimo; successivamente nel 1878 fu rimpiazzata da un ponte rigido, poi sostituito da una passerella sospesa ancora oggi presente[6].

### Architetture militari
- Castello di Millesimo, in posizione dominante sul centro storico, eretto nel Medioevo dalla famiglia Del Carretto. La parte più antica, come la torre, il maschio e la parete est sono databile alla seconda metà del XIII secolo. Il castello, acquistato dall'amministrazione comunale nel 1989, è stato recentemente ristrutturato ed è visitabile e ospita concerti di musica classica e mostre.

### Aree naturali

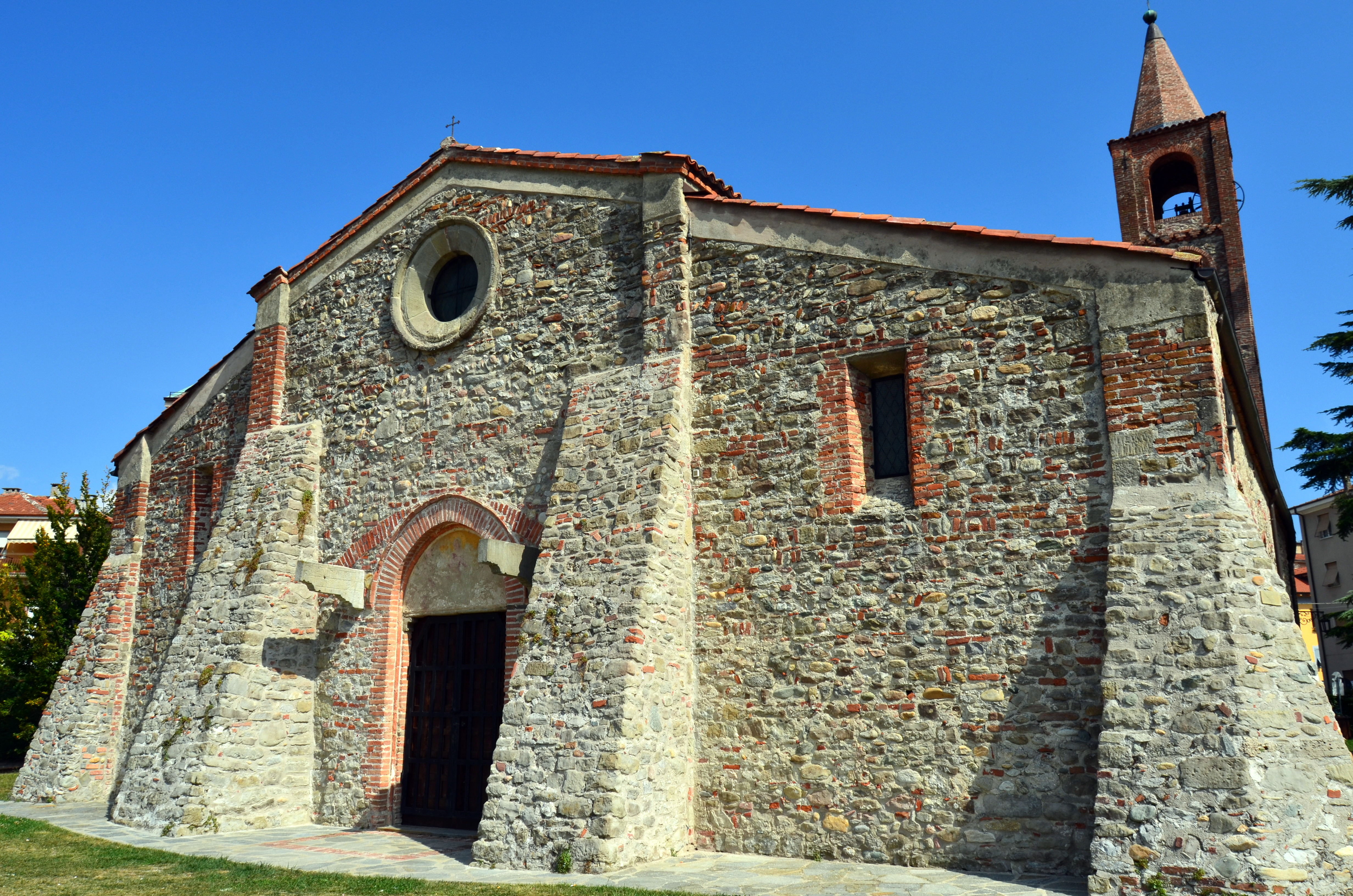
La chiesa di Santa Maria fuori le mura

Nel territorio comunale di Millesimo è presente e preservato un sito di interesse comunitario, proposto dalla rete Natura 2000 della Liguria, per il suo particolare interesse naturale, faunistico e geologico. Il sito è collocato nell'area boschiva del Bric Tana e Bric Mongarda ove sono presenti anche anfratti, doline e grotte in cui sono state ritrovate testimonianze preistoriche.
Tra le specie animali sono presenti tra la famiglia del pipistrello il Rhinolophus ferrumequinum e Rhinolophus euryale, il geotritone (Speleomantes strinatii) e invertebrati come i troglobi.

## Società

### Evoluzione demografica
Abitanti censiti

### Etnie e minoranze straniere
Secondo i dati Istat al 31 dicembre 2019, i cittadini stranieri residenti a Millesimo sono 320, così suddivisi per nazionalità, elencando per le presenze più significative:
1. Romania, 82
2. Albania, 55
3. India, 45
4. Marocco, 27
5. Ucraina, 26

## Cultura

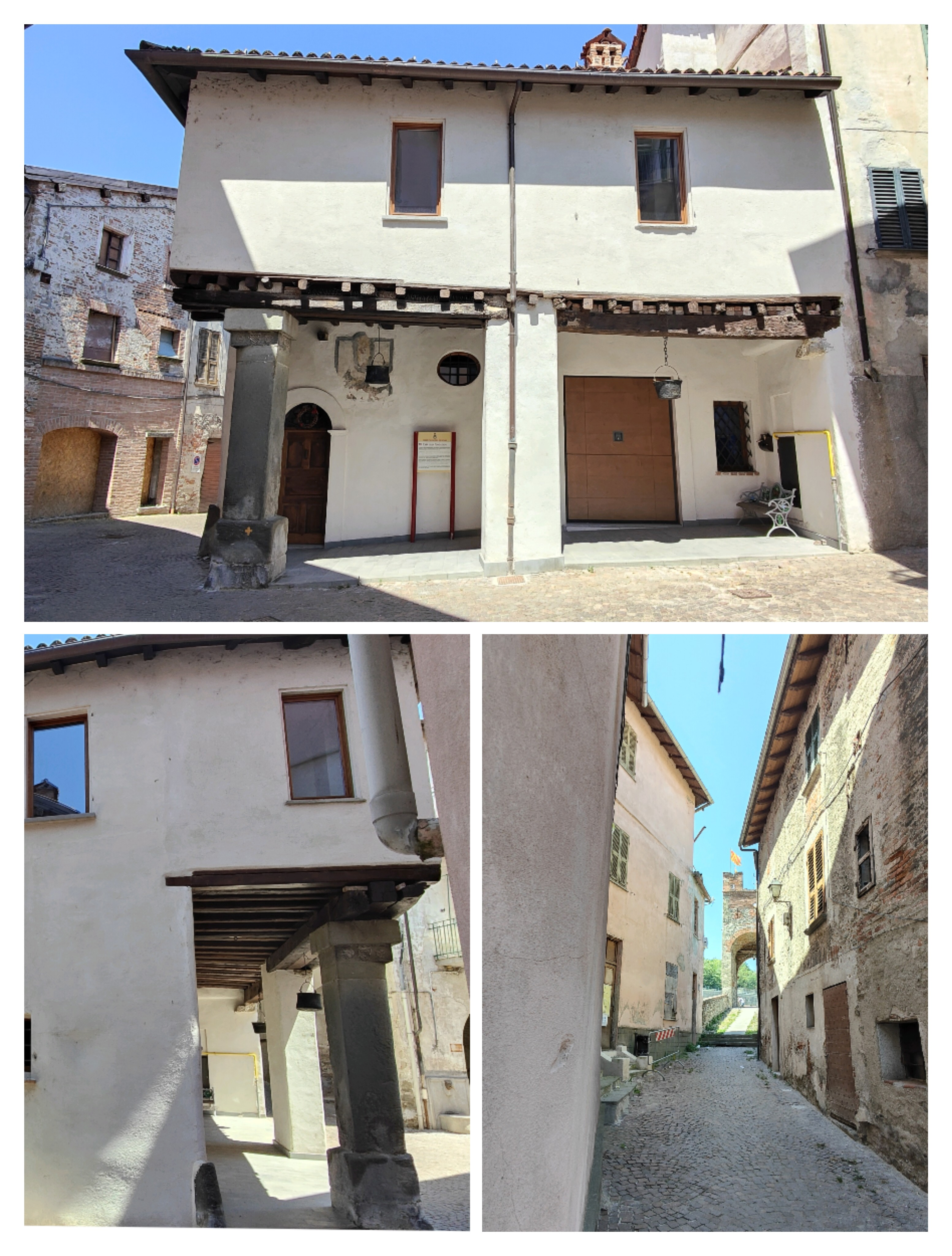
Casa della Fondazione - risalente al 1206 - adiacente al Ponte Vecchio detto della Gaietta.

### Musei
- Museo napoleonico presso la villa Scarzella. La sede museale, aperta al pubblico nel 1989[16], comprende una vasta raccolta di stampe, carte geografiche, manifesti e bandi risalenti all'epoca napoleonica, nonché plastici delle relative battaglie e guerre combattute dall'esercito francese nella terra di Liguria e Basso Piemonte[10].

### Eventi
- Festa nazionale del tartufo della Val Bormida nel primo weekend di ottobre, giunta alla 31ª edizione nel 2023.

## Geografia antropica
Il territorio comunale è costituito, oltre il capoluogo comunale, dalle due frazioni di Acquafredda e Borda, che sorgono a monte di Millesimo lungo la strada per Murialdo, per una superficie territoriale di 15,96 km2. Sono altresì riconosciute dallo statuto comunale le borgate storiche di Cabroni, Melogni e santuario del Deserto.
Confina a nord con il comune di Cengio, a sud con Murialdo e Osiglia, ad ovest con Roccavignale, ad est con Cosseria, Plodio e Pallare.

## Economia
Basa la sua fonte economica principalmente sull'attività agricola e su quella industriale; in particolare, Millesimo è la sede principale della Fresia, azienda metalmeccanica nata nel 1923 e specializzata nella produzione di veicoli per usi speciali, come spazzaneve e trattori aeroportuali. Nel territorio sono presenti tipiche botteghe artigiane atte alla lavorazione del ferro, del rame e produzione di statue in arenaria. Di pregio la raccolta e la vendita del tartufo. Il comune fa parte dell'associazione I borghi più belli d'Italia.

## Infrastrutture e trasporti

### Strade
Il territorio comunale di Millesimo è attraversato principalmente dalla strada provinciale 339 di Cengio permettendogli il collegamento stradale con Cengio, a nordest, e Roccavignale ad ovest innestandosi con la strada statale 28 bis del Colle di Nava. Ulteriori arterie stradali del territorio sono la provinciale 51 per Murialdo passando i centri frazionari di Acquafredda, Melogno, Cabroni e Borda, e la provinciale 16 per Osiglia.
Il centro di Millesimo è raggiungibile inoltre anche grazie al proprio casello autostradale sull'autostrada A6.

## Amministrazione

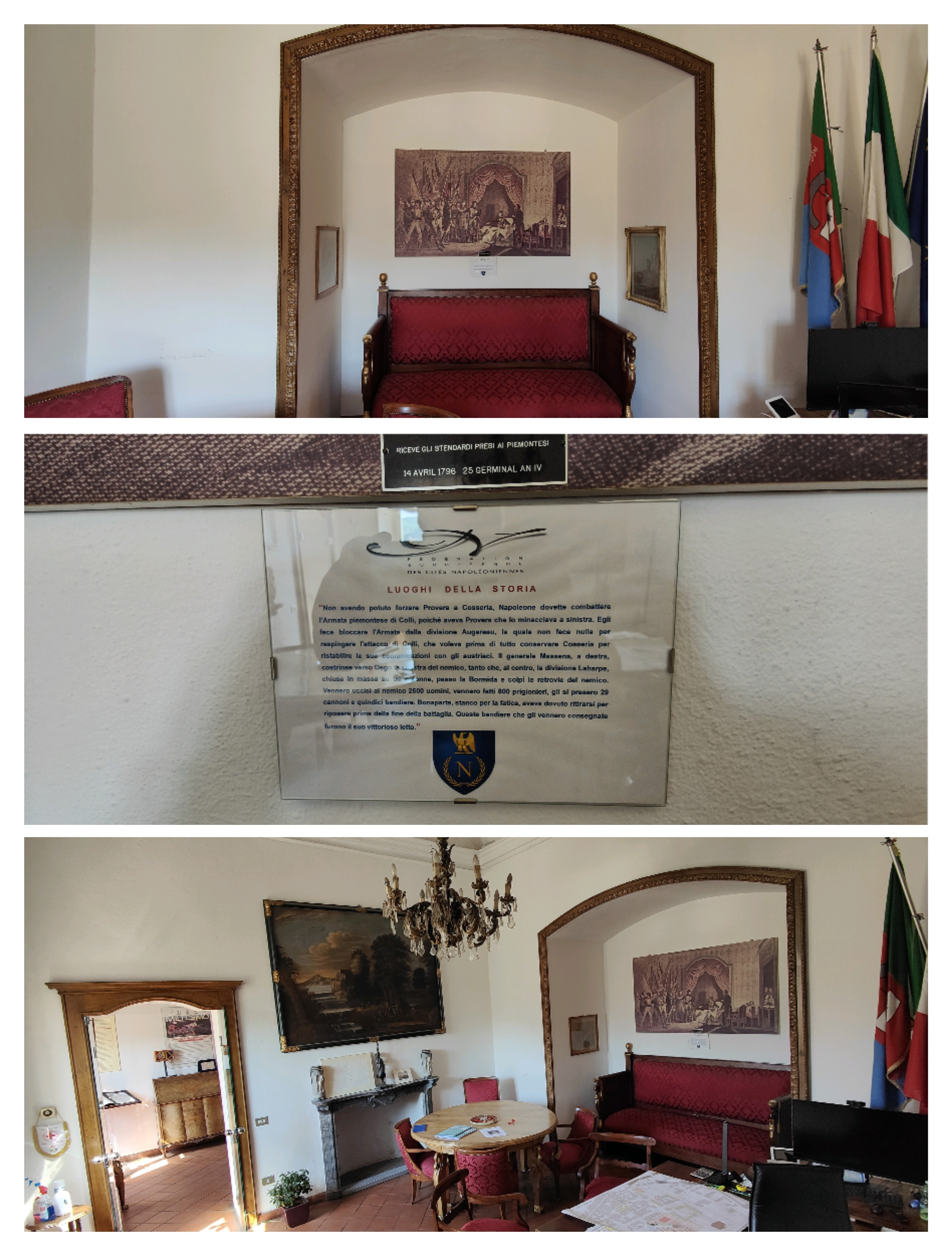
Uff. del Sindaco: luogo dove furono consegnate a Napoleone il 14 aprile 1796 (25 Germinale Anno IV) gli stendardi presi ai Piemontesi durante il periodo della Battaglia di Millesimo.

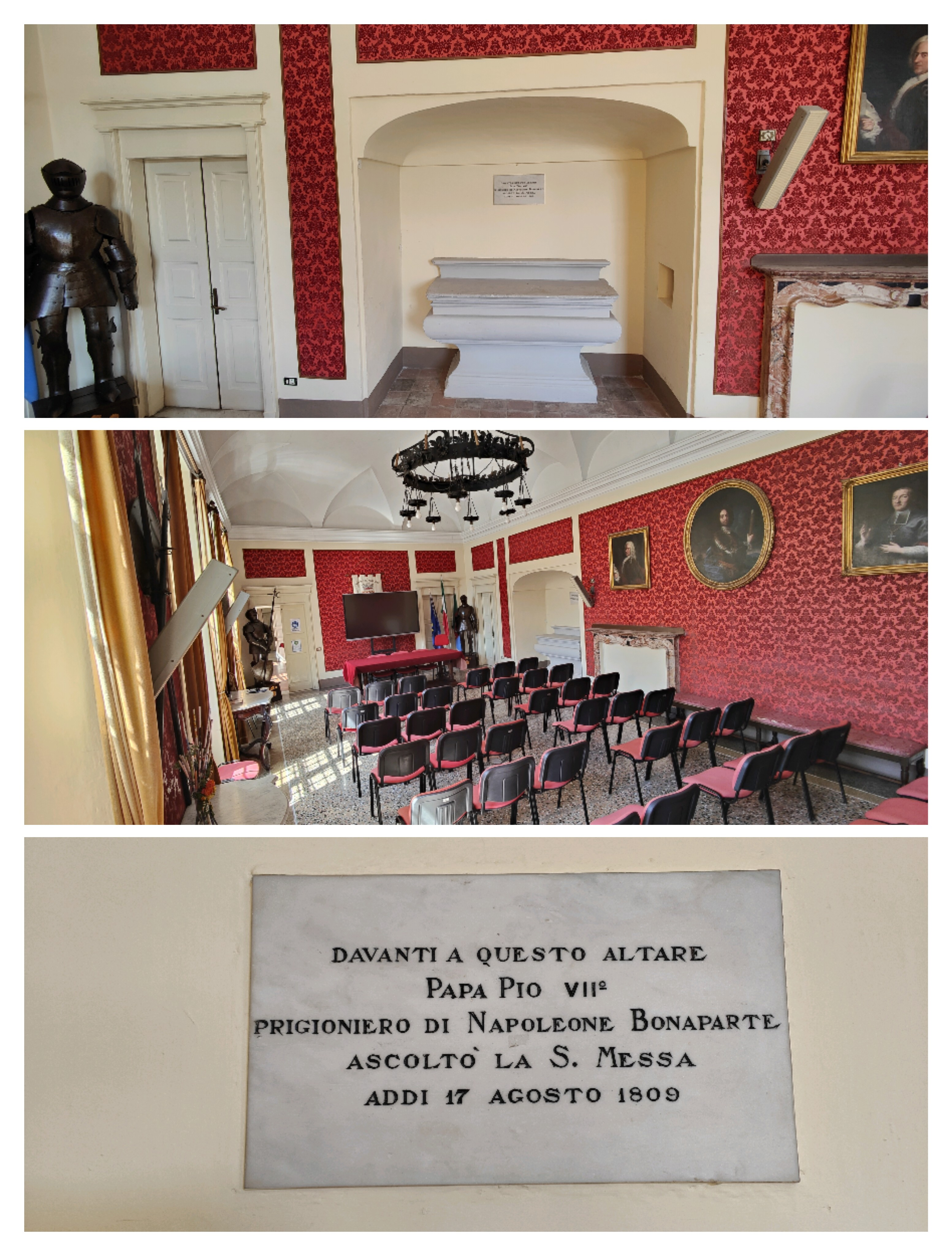
Altare nella sala consiliare dove sostò Pio VII prigioniero di Napoleone il 17 agosto 1809

| Periodo        | Periodo        | Primo cittadino    | Partito                                               | Carica  | Note |
| -------------- | -------------- | ------------------ | ----------------------------------------------------- | ------- | ---- |
| 1888           | 1913           | Alberto Scarzella  |                                                       | Sindaco |      |
| 1960           | 1964           | Gian Carlo Ruffino | Democrazia Cristiana                                  | Sindaco |      |
| 6 giugno 1970  | 28 maggio 1990 | Francesco Zoppi    | Partito Comunista Italiano                            | Sindaco |      |
| 28 maggio 1990 | 24 aprile 1995 | Michele Boffa      | Partito Socialista Italiano                           | Sindaco |      |
| 24 aprile 1995 | 14 giugno 1999 | Michele Boffa      | Partito Popolare Italiano                             | Sindaco |      |
| 14 giugno 1999 | 14 giugno 2004 | Michele Boffa      | Partito Popolare Italiano                             | Sindaco |      |
| 14 giugno 2004 | 8 giugno 2009  | Mauro Righello     | lista civica di centro-sinistra                       | Sindaco |      |
| 8 giugno 2009  | 25 maggio 2014 | Mauro Righello     | Uniti per Millesimo (lista civica di centro-sinistra) | Sindaco |      |
| 25 maggio 2014 | 27 maggio 2019 | Pietro Pizzorno    | Uniti per Millesimo (lista civica di centro-sinistra) | Sindaco |      |
| 27 maggio 2019 | 10 giugno 2024 | Aldo Picalli       | Progetto Millesimo (lista civica di centro-destra)    | Sindaco |      |
| 10 giugno 2024 | in carica      | Francesco Garofano | Noi Millesimo (lista civica di centro-destra)         | Sindaco |      |

## Sport
A Millesimo fu costruita la prima piscina olimpionica d'Italia e proprio nel 1920 ospitò gli atleti della Federazione Italiana Nuoto nelle prove di selezione olimpiche dell'11 e 12 luglio. L'impianto natatorio fu quindi smantellato negli anni cinquanta e ricostruito negli anni settanta nei pressi delle scuole cittadine e fino a pochi decenni fa fu l'unico impianto della val Bormida.

### Società
- A.S.D. Millesimo Calcio, società calcistica militante attualmente in Eccellenza.
- A.S.D. Skate Revolution, società di pattinaggio artistico.
- A.S.D. S.O.A.M.S. Millesimo settore bocce.
- A.S.D. Sporting Club Millesimo, società attiva nel nuoto per salvamento.
- Atletica Gillardo.
- A.S.D. Kase Hito Millesimo, società attiva nel ju jitsu.
- A.S.D. Diffusione Arti Marziali, società attiva nel jeet kune do e nella scherma storica.